# Forest Hill (Londres)
Pour les articles homonymes, voir Forest Hills.
Forest Hill est un district du sud-est de Londres, en Angleterre, situé dans le borough londonien  de Lewisham.